# Аліабад (Кара-Кагріз)
Аліабад (перс. علي اباد) — село в Ірані, у дегестані Кара-Кагріз, у бахші Кара-Кагріз, шагрестані Шазанд остану Марказі. За даними перепису 2006 року, його населення становило 296 осіб, що проживали у складі 77 сімей.

## Клімат
Середня річна температура становить 12,29 °C, середня максимальна – 30,24 °C, а середня мінімальна – -8,48 °C. Середня річна кількість опадів – 290 мм.
| Клімат поселення                              | Клімат поселення | Клімат поселення | Клімат поселення | Клімат поселення | Клімат поселення | Клімат поселення | Клімат поселення | Клімат поселення | Клімат поселення | Клімат поселення | Клімат поселення | Клімат поселення | Клімат поселення |
| Показник                                      | Січ.             | Лют.             | Бер.             | Квіт.            | Трав.            | Черв.            | Лип.             | Серп.            | Вер.             | Жовт.            | Лист.            | Груд.            |                  |
| Середній максимум, °C                         | 8,04             | 9,96             | 14,47            | 18,95            | 23,94            | 28,91            | 30,24            | 29,85            | 25,63            | 20,30            | 14,55            | 8,57             |                  |
| Середня температура, °C                       | −0,21            | 1,70             | 6,21             | 10,70            | 15,68            | 20,65            | 24,17            | 23,78            | 19,56            | 14,24            | 8,49             | 2,51             |                  |
| Середній мінімум, °C                          | −8,48            | −6,56            | −2,05            | 2,45             | 7,42             | 12,41            | 18,11            | 17,73            | 13,49            | 8,18             | 2,42             | −3,55            |                  |
| Норма опадів, мм                              | 43               | 40               | 52               | 37               | 30               | 5                | 1                | 1                | 0                | 9                | 29               | 43               |                  |
| Середньомісячна швидкість вітру, м/с          | 2.10             | 2.32             | 3.21             | 3.21             | 2.98             | 2.50             | 2.48             | 2.45             | 2.39             | 2.20             | 1.70             | 2.09             |                  |
| Середньомісячна сонячна радіація, кДж/м²·день | 9187             | 12541            | 14954            | 18260            | 22242            | 26945            | 25844            | 24157            | 21292            | 15772            | 10944            | 8915             |                  |
| --------------------------------------------- | ---------------- | ---------------- | ---------------- | ---------------- | ---------------- | ---------------- | ---------------- | ---------------- | ---------------- | ---------------- | ---------------- | ---------------- | ---------------- |
| Джерело:                                      |                  |                  |                  |                  |                  |                  |                  |                  |                  |                  |                  |                  |                  |